# Megastylus nudus
Megastylus nudus là một loài tò vò trong họ Ichneumonidae.